# Вавилов, Пётр Михайлович
Пётр Миха́йлович Вави́лов (1872—1926) — инженер, изобретатель, металлург, в 1906—1917 годах — директор Кулебакского горного завода, директор Выксунского металлургического завода в 1922 году, автор метода выплавки чугуна на торфе.

## Биография
Родился 27 июля 1872 года в Москве в семье студента Московского университета Михаила Петровича Вавилова, выходца из безземельных крестьян, позднее служившим уездным учителем. Отец умер, когда Петру было всего лишь 6 месяцев от роду. Мать осталась с детьми на руках и жила за счёт братьев, зарабатывая переводами иностранных текстов, которые продавала в магазины.
В 1882 году поступил учится в Реальное училище города Великие Луки, где проучился 6 лет, а последний год доучивался уже в Твери.
Осенью 1889 года поступил в Санкт-Петербургский горный институт, по окончании которого в 1894 году откомандирован в распоряжение управления Богословского горно-обогатительного производства. В Богословском округе участвует в строительстве и запуске в производство мартеновских печей на фабрике Надеждинского завода. В июне 1896 года переехал в Симский округ управляющим доменного завода Балашевых при селе Илек, где шла модернизация производства и где также зарекомендовал себя грамотным специалистом металлургом. В мае 1898 года приглашен на постройку доменного завода при станции Аша-Балашовская Сим-Златоустовской железной дороги. Через два года домна была пущена в эксплуатацию.
В сентябре 1901 года перешел управляющим Верхне- и Нижне-Уфалейскими заводами, где выстроил 20-ти тонную мартеновскую печь, модернизируя доменное производство не останавливая печь. Там же П. М. Вавилов ввел прокат кровельного железа и отливку чугунной посуды. В 1903 году покинул Уфалейские заводы, переведен на Сергинские заводы, где производит установку первого в России газомотора фирмы братьев Кертинг, а также производит установку крупносортного стана.
Зимой 1905 года переходит на службу в Пашийский завод, где с наступлением кризиса 1900—1903 годов производство пошло на спад и Вавилову удалось вывести производство на прежний уровень.
В ноябре 1906 года Общество Коломенских машиностроительных заводов приглашает Вавилова к себе, учитывая его владение немецким, английским и французскими языками. Сначала был направлен в заграничную командировку в Германию и Бельгию для знакомства с заводами. Заграницей провел два месяца, осмотрев за это время 11 заводов. 17 февраля 1907 года назначен директором Кулебакского горного завода, который возглавлял более 10 лет. Участвовал в постройке судоверфи при Мордовщике и строительстве железнодорожного моста, что позволило Коломенским заводам увеличить через реку Оку сбыт сортового и листового проката на Кулебакский завод. С 1910 по 1912 годы году проводит масштабную реконструкцию и модернизацию сортовой мастерской, где устанавливаются новые среднесортный и крупносортный станы 500 и 750 соответственно. В период с 1912 по 1914 годов по ходатайству П. М. Вавилова в Управление горного комитета на заводе производится строительство новой электростанции с увеличением мощностей со 150 до 300 сил, зданий белокирпичного цеха и новой механической мастерской, жилых домов, компрессорной станции, железнодорожных путей и других сооружений. В период Первой мировой построил на заводе еще две мартеновских печи к уже существующим четырем. Результатом 10-летнего управления П. М. Вавиловым заводом производительность возросла с 24 тыс. до 96 тыс. тонн, а прибыль с 1,8 млн до 18 млн рублей.
После Февральской революции 1917 года 2 июня 1917 года Вавилов был помещен под домашний арест, где находился несколько дней, после чего был освобожден и убыл с завода. С октября 1917 года по январь 1920 года работал управляющим Белорецких и Катавских заводов.
В январе 1920 года Вавилов назначен техническим директором Богословского горного округа, в период когда производство осталось совершенно без высшего технического персонала. Под руководством П. М. Вавилова удалось поддержать деятельность завода и не допустить окончательного упадка.
В июле 1921 года П. М. Вавилов возвращается на предприятия Московского промышленного бассейна в Приокский горный округ, где был назначен техническим директором. В 1922 году был директором Выксунского металлургического завода. При его участии на Кулебакском заводе закладывается строительство нового чугунолитейного цеха. В январе-марте 1923 года на Кулебакской доменной печи производились плавки исключительно на торфе из-за недостатка древесного угля. Эта доменная печь вошла в историю металлургии, так как вместе с ещё одной домной в Енакиеве они были единственными в СССР домнами, не потухшими в годы разрухи, так как работали и на каменноугольном коксе, и на древесном угле, и на дровах, и на торфяном коксе, и на одном сыром торфе — то есть на любом топливе, которое рабочие могли найти в окрестностях завода. Вскоре выплавка чугуна на торфе была перенесена на Выксунский завод.
В мае 1924 года перешел на Надеждинский комбинат, где и начинал свою трудовую деятельность, где с 1 июня 1924 года был назначен техническим директором. Под его руководством деятельность комбината многократно возросла, увеличилась производительность, повысилось качество продукции и удешевление стоимости. Некоторые цеха комбината превысили показатели до периода Гражданской войны. Учитывая все эти заслуги, Надеждинский районный заводской комитет в апреле 1925 года ходатайствовал перед ВЦИК о присвоении П. М. Вавилову звания «Героя Труда» с присвоением Ордена Трудового Красного знамени РСФСР.
На Надеждинском комбинате Вавилов также предложил использовать опыт плавки чугуна на дровах, где были все условия для этого. С 13 по 22 декабря 1925 года участвовал в Уральском съезде деятелей по мартеновскому производству в Свердловске. На съезде не было ни одного партийного функционера, Вавилов был членом президиума вместе с бывшим директором завода инженером Е. А. Таубе. Доклад П. М. Вавилова о новом способе доменной плавки удостоился отдельной резолюции с положительной оценкой, и была дана рекомендация командировать его в Чили для изучения зарубежного опыта.
Скончался от инфаркта 22 апреля 1926 года и был похоронен 28 апреля в Надеждинске.
Семья
Вместе с женой Ниной Ивановной воспитал сыновей, двое из которых стали металлургами. Сын Александр опубликовал в 1960 году в г. Свердловске роман «Утро века», в котором в лице горного инженера Арбатова поведал историю о периоде жизни своего отца, проведенного в Кулебаках.

## Научный вклад
В своей статье «Выплавка чугуна на торфе», опубликованной в «Вестнике металлопромышленности», отметил, что согласно опытам, произведенным на Кулебакском заводе
в 1923 году, выплавка чугуна в домне может идти и только на одном торфе: при сухом торфе домна работает с нормальной производительностью, а при влажном торфе выплавка чугуна возможна в смеси с древесным углем. При работе домны на торфе колошниковых газов будет достаточно, около 2,2 м³. на 1 кг выплавляемого чугуна может быть отдано в другое производство. Расход торфа на 1 кг выплавляемого чугуна составит около 2,29 кг.
«Замечательный русский доменщик», так назвал П. М. Вавилова академик-металлург М. А. Павлов.